# Oleksandr Seukand
Oleksandr Seukand, född 6 december 1950, är coach för Ukrainas herrlandslag i ishockey.
Han har tränat Ukraina mellan åren 2003 och 2007 fast han fick inget nytt kontrakt efter att Ukraina åkt ur den högsta serien i ishockey. Fast när Vladimir Golubovich fick sparken 2008 blev han tränare igen för Ukraina.